# Музей А. В. Суворова в селе Кистыш
Музей А.В. Суворова в селе Кистыш — частный музей военно-исторического профиля во Владимирской области, посвящённый жизни и деятельности генералиссимуса А.В. Суворова. Музей является центральным элементом историко-культурного комплекса, посвящённого полководцу..

## История создания

### Предпосылки

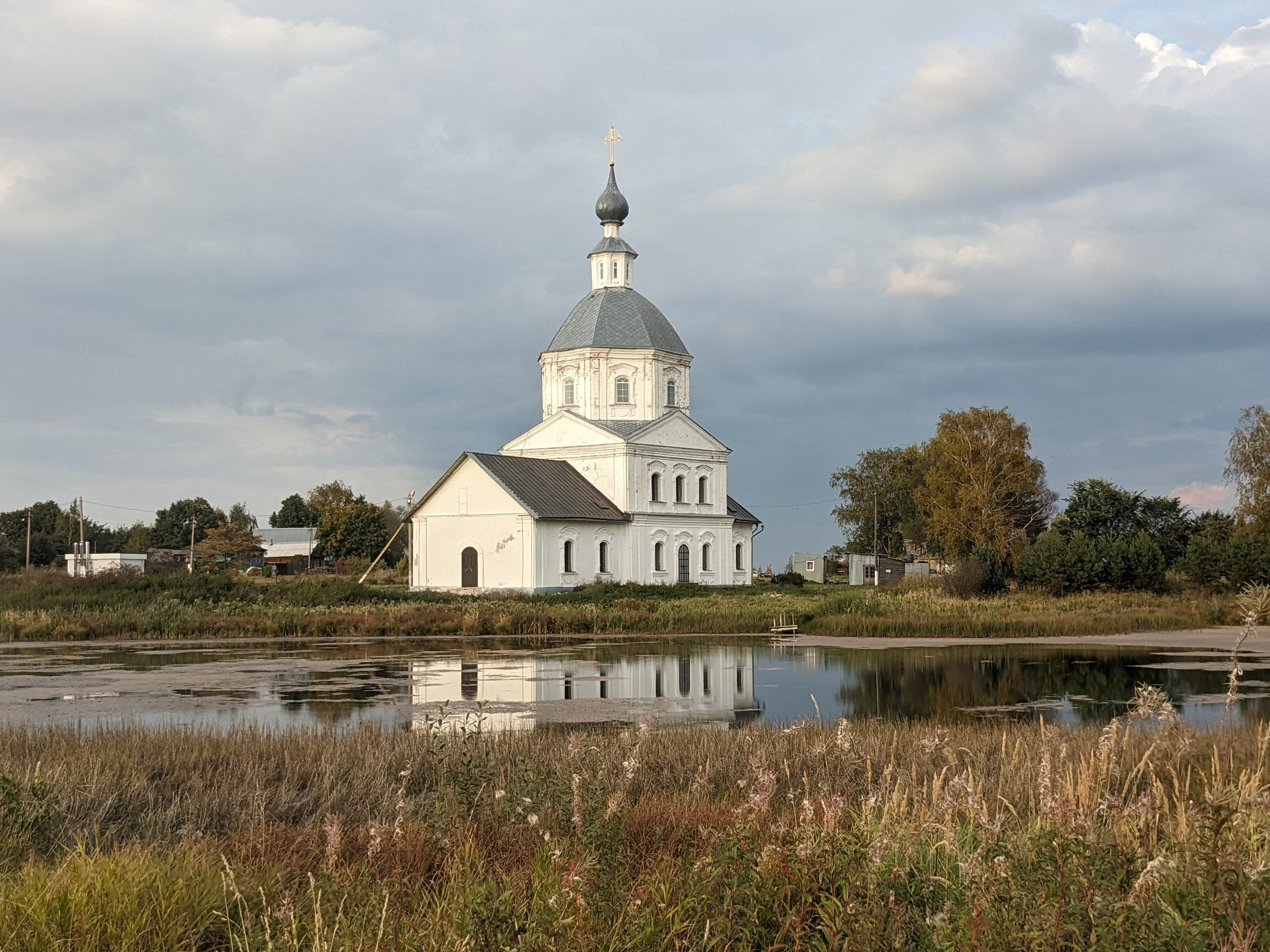
Восстановленный храм Василия Великого (2023)

- В 1769 году В.И. Суворов (отец полководца) приобрёл имение в Кистыше [3]
- В 1780–1793 годах А.В. Суворов построил каменный храм Василия Великого[4]
- После революции 1917 года храм был закрыт и переоборудован под склад [5]
- К 2010 году население села сократилось до 50 человек[6]

### Этапы восстановления
| Год  | Событие                                                                             | Участники                                      |
| ---- | ----------------------------------------------------------------------------------- | ---------------------------------------------- |
| 2011 | Начало восстановления храма                                                         | Инициативная группа во главе с А.Н. Черкасовым |
| 2018 | Регистрация ВРОО «Архитектурно-исторический комплекс Генералиссимуса А.В. Суворова» | В.З. Верещак, О.В. Максимчик                   |
| 2019 | Благоустройство территории (газификации села, обустройство дорог                    | Администрация Суздальского района              |
| 2024 | Открытие музея                                                                      | Президентский фонд культурных инициатив        |

### Открытие
Торжественное открытие состоялось 25 сентября 2024 года при участии Губернатор Владимирской области Авдеева А.А. 

## Экспозиция

### Входная зона
- Картина  Бычкова В.А. «Суворов в Кистыше»

### Зал 1: «Суворов и Владимирский край»
- Подлинный крест с храма Василия Великого
- Макет усадьбы Суворовых (по чертежам 1773 года)
- Копии писем дочери Наталье «Суворочке»
- Бюст Суворова работы В.А. Суровцева

### Зал 2: «Военная деятельность А.В. Суворов»
- Рельефная карта Итальянского похода
- Коллекция Вальтера Геллера[13] (300+ предметов из Швейцарии)

## Научная деятельность
- Совместные проекты с ИА РАН (раскопки усадьбы с 2024) [14]
- Конференция «Суворов с нами» [15]
- Издание «Суворовского музейного сборника»